# Matka Boska Płacząca z Warfhuizen

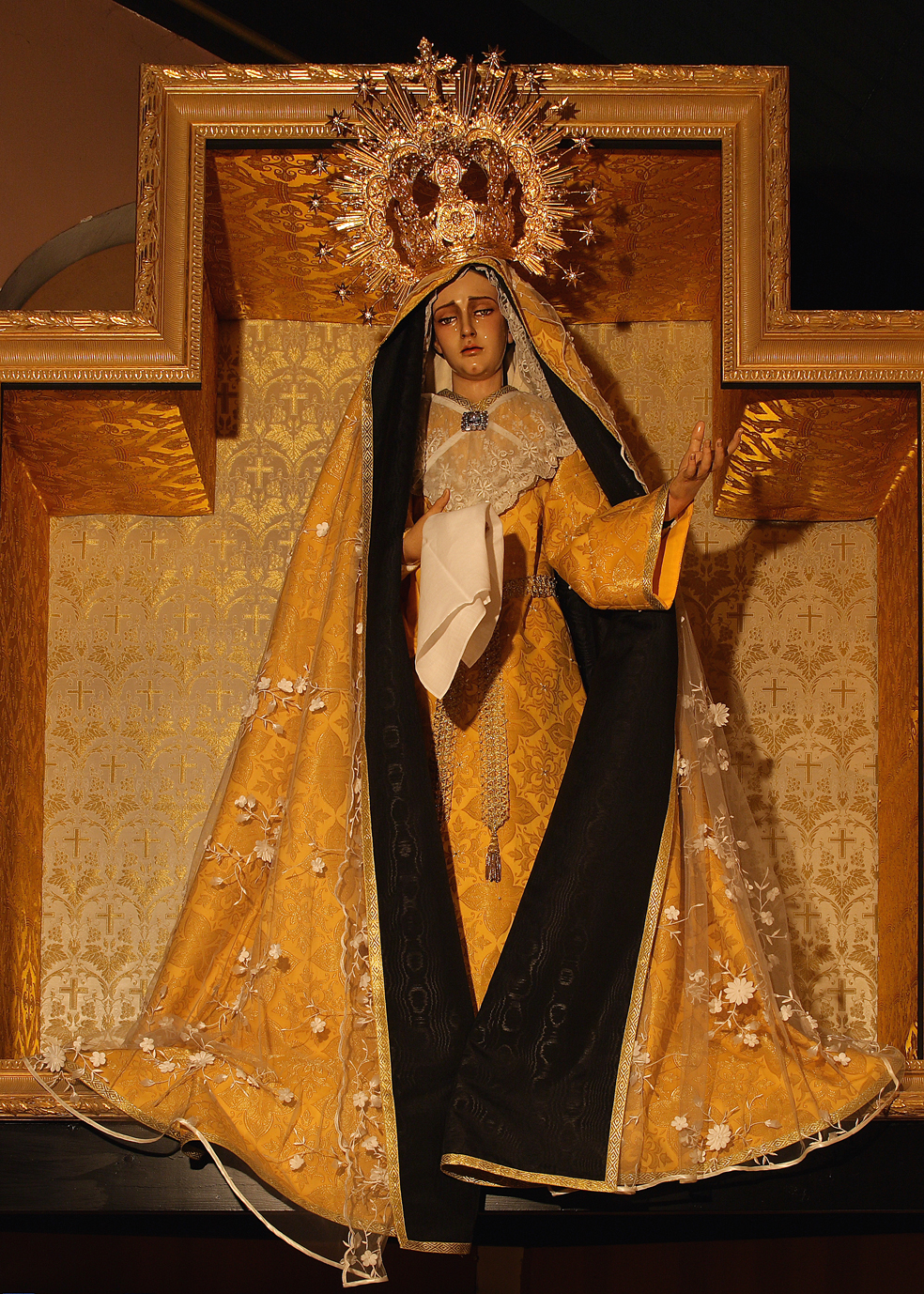
Matka Boska Płacząca z Warfhuizen w szatach na Zielone Światki

Matka Boska Płacząca z Warfhuizen (holend. De Bedroefde Moeder van Warfhuizen) – posąg Maryi  w kaplicy w Pustelni Naszej Matki Bożej w Zamkniętym Ogrodzie, we wsi Warfhuizen w północnej części Groningen, Holandia, która stała się centrum pielgrzymkowym od czasu jego tam umieszczenia w 2003 roku.

## Historia
W 2001 w byłym zreformowanym kościele Hogelandster we wsi Warfhuizen zbudowano przy pustelni kaplicę, w której w 2003 umieszczono naturalnej wielkości hiszpański posąg procesyjny Matki Bożej Płaczącej pod nazwą Nasza Matka Boża w Zamkniętym Ogrodzie (tę nazwę noszą też tamtejsza pustelnia i kościół). Posąg został wyrzeźbiony przez sewilskiego rzeźbiarza Miguela Bejarano Moreno, specjalizującego się w tworzeniu rzeźb dla słynnych procesji, odbywających  w Wielki Tydzień w Andaluzji.
Posąg jest bogato zdobiony, szaty są zmieniane zgodnie z rokiem liturgicznym; szczególnie ozdobne są zarezerwowane na święta maryjne. Niektóre szaty są wzorowane na stylu andaluzyjskim, większość jest dostosowana do holenderskiej tradycji katolickiej. W 2009 roku powstał projekt płaszcza autorstwa Ramira Koeimana; ukończony w 2010, został 8 maja tego roku został poświęcony przez księdza  Wagenaara, proboszcz katedry w Groningen.
Po umieszczeniu posągu Maryi w kaplicy zwiększyła się liczba wiernych przybywających do kościoła. Na początku byli to przede wszystkim  emigranci z Hiszpanii i z Ameryki Łacińskiej, następnie pobliskich katolików z regionu i w dalszej kolejności przybywających Niemiec, Flandrii i Limburgii. Najprawdopodobniej kaplica wypełniła lukę, jaka istniała w okolicy, jeśli chodzi o ośrodki kultu maryjnego (zostało to żartobliwie określone mianem cudu z Warfhuizen).

## Formy kultu
Sezon pielgrzymkowy w Warfhuizen trwa od połowy kwietnia do 15 września, kiedy to przybywa najwięcej grup. Wśród pielgrzymów znaczną część stanowią młodzi ludzie dotknięci chorobą lub wypadkiem, oraz rodzice,modlący się w intencji swoich dzieci. Istotnym elementem kultu są liczne procesje, z Wehe-den-Hoorn do Warfhuizen, organizowane głównie przez wiernych z diecezji Groningen-Leeuwarden.
Charakterystyczną dla sanktuarium Warfhuizen formą kultu jest zamiana chusteczki. Posąg Maryi w Warfhuizen trzyma białą chusteczkę do otarcia łez. Wierzący proszą o wymianę chusteczki, którą ze sobą przywieźli lub zakupili na miejscu. Natomiast chusteczkę uprzednio trzymaną przez postać Matki Boskiej ofiarowują zwłaszcza chorym, lub osobom stojącym przed trudnym zadaniem (np. egzaminami).
Przy sanktuarium istnieje jest mieszana wspólnota modlitewna, organizująca procesje z kościoła parafialnego w Wehe-den Hoorn do Warfhuize i Adoracje Najświętszego Sakramentu. Pustelnik z Warfhuizen asystuje też przy przyjmowaniu  grup pielgrzymów.

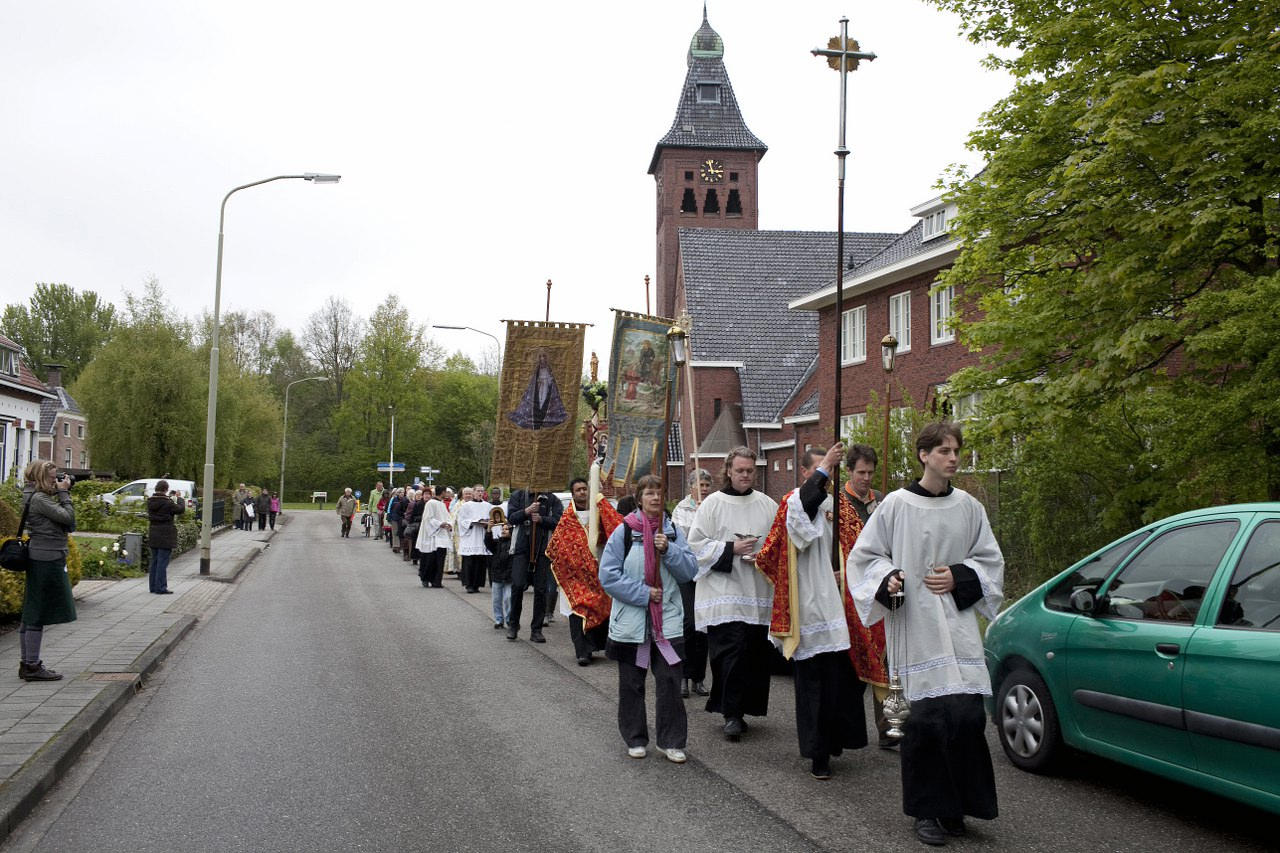
Pielgrzymka idzie z Wehe-den Hoorn do Warfhuizen
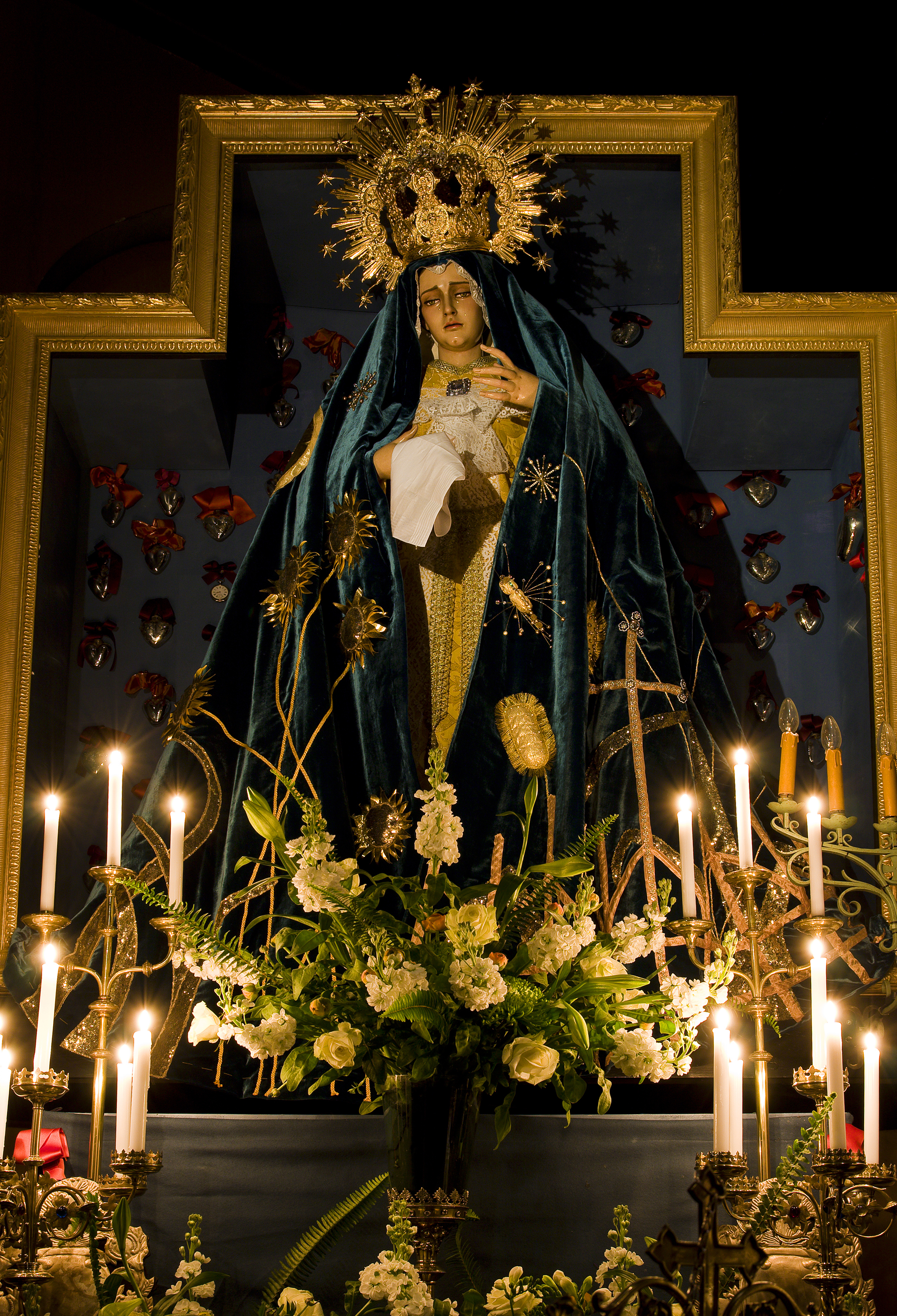
Matka Boska Płacząca z Warfhuizen w najbardziej ozdobnych szatach
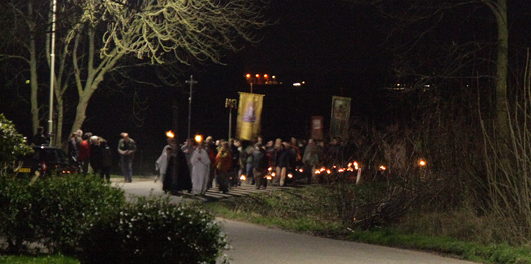
Wieczorna procesja ze świecami

## Literatura
- Przewodnik  sanktuarium: (Holend./Niem.) Kluis-en Bedevaartkapel Warfhuizen. Kleine Kunstführer Nr. 2717. Schnell & Steiner, Regensburg 2008, ISBN 978-3-7954-6797-5
- Strona internetowa  o pustelni  i  świątyni (Holend.)
- Strona internetowa Bractwa, którzy otrzymują pielgrzymów w Warfhuizen (Holend.)
- Oficjalna lista holenderskich miejsc pielgrzymkowych (Holend.)